# Charles Langius
Pour les articles homonymes, voir Langius.
Charles Langius était chanoine de la cathédrale Saint-Lambert à Liège. Dans son Traité de la constance de 1594, Juste Lipse (1547-1606) le décrit comme « le plus savant des Belges » (« optimus doctissimusque Belgarum », De Constantia, ch. 1)  qui l'initia au retour au stoïcisme des philosophes pour faire face aux horreurs de la guerre civile.

## Biographie
Jusque dans ces derniers temps, on n’a possédé aucune donnée positive sur le lieu de sa naissance. Juste Lipse, son ami, le croyait natif de Bruxelles, et c’est à son autorité que Paquot et d’autres s’en rapportent à cet égard. D’autre part, le père André Schott, Sandérus, Sweert et De Thou font naître Langius à Gand, et quelques érudits à Bruges. Félix van Hülst a le mérite d’avoir établi le premier, par un document inédit existant aux archives provinciales de Liège et qui équivaut à un registre d'état civil, que Langius vit le jour à Berquiny, dans le bailliage de Cassel, et que Jean Langius, secrétaire de Charles Quint, n’était pas son père, comme on le supposait généralement, mais son oncle. On peut induire, en outre, de la teneur du même document que ses parents changèrent plus tard de résidence. Ils auront probablement habité Bruxelles ou Gand, et peut-être successivement l’une et l’autre ville. Si, comme on l’affirme, Charles Langius fut l’ami d’enfance et d’études de Liévin van der Beken (Torrentius), son parent, il a dû demeurer à Gand, où, au rapport d’André Schott, il eut pour maître de grec et de latin un homme très-savant. Aucun biographe ne mentionne l’année de sa naissance, et Philippe Bernard affirme même qu’on ne la connaît pas ; mais, s’il est vrai que Langius mourut à l’âge de cinquante-deux ans, il doit être né en 1521 : il avait donc quatre ans de plus que Torrentius, né en 1525. Langius alla étudier la philosophie et le droit à Louvain, où il fut rejoint, sinon accompagné par ce dernier. Son séjour dans cette ville fut long, car le document précité des archives de Liège nous apprend qu’il y jouit pendant six ans, au collège de Saint-Donatien, d’une bourse fondée par l’archevêque de Palerme. Après avoir achevé leurs études, Langius et Torrentius entreprirent ensemble, en 1552, le voyage d’Italie ; ils s’arrêtèrent à Bologne, où Langius prit le grade de docteur en droit civil et en droit canonique. Les hommes les plus distingués de ce pays, dans l’église, dans l’érudition et dans la littérature, firent le meilleur accueil aux deux jeunes savants belges. À son retour en Belgique, Langius embrassa l’état ecclésiastique, et afin de se tenir éloigné des troubles qui agitaient alors les autres parties du pays, il fixa sa résidence à Liège. Il y échangea en 1555, contre un canonicat de Saint-Lambert, un canonicat de Sainte-Walburge à Furnes et un bénéfice de Sainte-Gertrude à Nivelles, dont il avait été pourvu on ne dit pas en quelle année.
Langius consacra à l’étude des auteurs anciens et de l’antiquité les loisirs que lui laissait sa place de chanoine et chercha dans la botanique un délassement à ses travaux littéraires. Possesseur de deux beaux jardins, il y cultivait les fleurs de tout genre et même des plantes médicinales. Ces jardins firent l’admiration de Juste Lipse, lorsque ce savant, en se rendant en Allemagne, s’arrêta à Liège et reçut l’hospitalité chez Langius. Pendant son séjour à Vienne, il tâcha d’obtenir, des jardins de l’Empereur, dont le botaniste belge Charles de L'Écluse avait la direction, des oignons de tulipes et de jacinthes pour les offrir à son ami. De Vaulx appelle Langius le père des fleuristes liégeois. Au dire de De Thou, il aurait été le premier qui eût songé à élever des fleurs étrangères et il en aurait fait venir de l’Inde et d’autres contrées lointaines.
Langius fut en relation avec les principaux érudits de son temps. Son caractère, autant que son savoir, lui avait acquis leur estime et leurs sympathies. Toutes les mentions qui le concernent dans leurs écrits sont bienveillantes et élogieuses. Juste Lipse rendit hommage à ses principes en le choisissant pour son interlocuteur dans son traité sur la Constance.
Le chanoine de Saint-Lambert avait réuni une précieuse collection de livres, parmi lesquels se trouvaient plusieurs manuscrits grecs et latins. À sa mort, Torrentius acheta sa bibliothèque pour la réunir à la sienne, qu’il légua plus tard aux jésuites de Louvain. Langius avait laissé son portrait à son cousin et ami Pierre Oranius ou d’Heur, qui lui ferma les yeux. Jean Doverin et Lævinus Torrentius, ses exécuteurs testamentaires, consacrèrent, dans l’ancien chœur de Saint-Lambert, l’inscription funéraire rapportée par la plupart de ses biographes.

## Publications
Langius a publié une importante édition de quelques traités philosophiques de Cicéron. Cette première publication lui conquit une place distinguée parmi les critiques contemporains, et elle est restée son titre principal à l’estime de la postérité. Langius s’était aidé, pour constituer son texte, de plusieurs manuscrits très-anciens existant en France et dans d’autres pays, mais principalement dans des abbayes de Belgique : on cite nommément un manuscrit de l’Abbaye de Parc parmi ceux qui lui fournirent les meilleures corrections. Il fit suivre le texte de notes critiques marquées au coin d’un jugement sain et d’un esprit sagace. Cette édition est devenue depuis longtemps d’une grande rareté, à ce point que je ne suis pas parvenu à la trouver dans les bibliothèques de notre pays. Elle a pour titre : M. Tullii Ciceronis Officia, de Amicitia ac de Senectute e membranis Belgicis emendata notisque illustrata. Antverpiæ ap. G. Sylvium, in-8°. 1563. Ibid. 1567. André Schott fit réimprimer les notes de Langius à la suite de ses Observationum human. libri V. Antverp. 1615, in-4°.
On a avancé sans fondement que Langius avait entrepris la révision du texte de toutes les œuvres de Cicéron. Il dit lui-même, dans le préambule de ses notes, que si cet essai trouve un accueil favorable, il révisera de la même manière quelques autres livres de cet auteur.
Lorsque, vers la même époque, Johannes Sambucus préparait une édition de Plaute, qui devait être imprimée chez Christophe Plantin d’Anvers, Langius mit à la disposition du célèbre typographe un exemplaire de ce poète où étaient notées, en regard des huit premières comédies, les variantes de trois manuscrits. Les variantes qui s’accordaient avec les leçons du meilleur manuscrit consulté par l’éditeur furent imprimées en marge du texte, et les autres reléguées à la fin du volume. Le texte de cette édition n’est, du reste, que la reproduction de celui de Camerarius et de son élève Georg Fabricius ; et les additions qui y ont été faites ne sont pas en aussi grand nombre que l’annonce le titre : Plauti comediæ XX olim a Jo. Camerario emendatæ, nunc vero plus quam CC versibus, qui passim desiderabantur ex VV. CC. additis, suo quodammodo nitori restitutæ op. et dilig. Jo. Sambuci. Aliquot eruditæ C. Langii, Adr. Turnebi, etc. observatt. Antverp. ap. Chr. Plant.,1566, in-16. Réimprimé plusieurs fois, notamment à Francfort, 1593, chez Weichel. Les variantes de Langius ont été reproduites dans le t. II de l’édition de Plaute publiée à Bâle, chez Hervagius, 1568, in-12. — Juste Lipse fait mention en plusieurs endroits d’observations de Langius sur Suétone ; son commentaire sur cet auteur, s’il fallait en croire le père Schott, est celui qu’acheva et publia Torrentius, Antverp., 1578, in-8°. Cette assertion semble confirmée par Adolph Occo, qui, dans une lettre à Amersbach, affirme que ce commentaire n’est pas l’œuvre de l’éditeur, mais d’un savant décédé. Il est peu croyable cependant que l’évêque d’Anvers, si riche de son propre fonds, se soit approprié, même en partie, le travail de son ami.
L’antiquité n’eut pas seule le privilège d’occuper les moments de Langius ; l’histoire de son pays attira aussi son attention. Il avait rassemblé un cartulaire de l’ancien pays de Liège, qui, par la suite, a successivement appartenu au baron de Crassier et au baron de Villenfagne, et qui est intitulé : Collectio variorum diplomaturn et actorum ecclesiæ et patriæ Leodiensis, ex archivis ecclesiæ cathedralis, collegiatarum ac monasteriorum opera Caroli Langii.
On trouve de Langius, imprimées à la suite des poésies de Torrentius (Antverp. 1572, in-4° et 1594 in-8°, ap. Plant.), une ode sur la victoire navale de Lépante que don Juan d'Autriche remporta sur les Turcs ; une hymne sur la naissance du Christ ; une paraphrase de l’oraison dominicale, et une imprécation lyrique contre les troubles qui agitaient l’Europe. Un éloge de la ville de Liège a été inséré par André Schott dans ses Obss. humanæ.